# Sleaford
Sleaford ist eine Stadt in England, Großbritannien. Sie liegt in der Grafschaft Lincolnshire am Fluss Slea südöstlich der Stadt Lincoln.
Der Verwaltungssitz des Distrikts North Kesteven hatte beim Zensus 2011 17.359 Einwohner und ist vorwiegend landwirtschaftlich geprägt.

## Geschichte
In der Nähe von Sleaford, bei Quarrington, ist ein früher angelsächsischer Friedhof nachgewiesen.
Der Ort ist erstmals 1072 urkundlich erwähnt; 14 Jahre später heißt es im Domesday Book, dass es im Sleaford einen Priester und eine Kirche gibt. Um 1130 errichtete Alexander, der dritte Bischof von Lincoln, hier ein Schloss. Zwischen 1135 und 1140 gestattete König Stephen in einer Urkunde dem Bischof Alexander, am 9. Oktober, am Jahrestag des heiligen Dionysius, dem die Kirche geweiht war, einen Jahrmarkt abzuhalten.
Im 19. Jahrhundert war Sleaford mit 4965 Einwohnern (1881) von einem lebhaften Vieh-, Korn-, Butter- und Geflügelhandel geprägt.

## Sehenswürdigkeiten
- St. Denys Church
- The Hub, ehemaliger Kornspeicher, heute Ausstellungszentrum für Kunst und Handwerk
- Diverse Eisenskulpturen in der Southgate, der Hauptstraße Sleafords
- Historische Gaststätten in der Southgate („Bull an Dog“, „White Hart“, „Victoria“)
- Little Time House am Fluss Slea
- Carre's Hospital Almshouses (Armenhäuser und Altersheim), erbaut 1830 und 1844
- Navigation Yard, ehemaliges Hafengelände für kleine Schiffe und Lastkähne mit Ställen für die Treidelpferde; Navigation House (um 1700 erbaut), heute Museum zu Seafords Schifffahrt
- Sleaford College, früher Lagerhaus für die Schifffahrt
- Klosterruine Haverholme Priory

## Persönlichkeiten

### Söhne und Töchter der Stadt
- Reuben James (um 1776–1838), amerikanischer Kriegsheld
- Derek Empson (1918–1997), Seeoffizier
- Kenneth Wade (1932–2014), Chemiker und Hochschullehrer
- Morris Gleitzman (* 1953), Kinder- und Jugendbuchautor
- Jennifer Saunders (* 1958), Schauspielerin und Drehbuchautorin

## Sonstiges
- 22-20s ist eine Rockband aus Sleaford, die sich nach dem Song „22-20 Blues“ von Skip James benannt hat.
- Seit 1999 besteht eine Partnerschaft mit der französischen Stadt Marquette-lez-Lille.
- Seit 2009 besteht eine Partnerschaft mit der deutschen Gemeinde Fredersdorf-Vogelsdorf.